# Котяшка
Котяшка (Синюха) — река в России, протекает в Стругокрасненском районе Псковской области. В нижнем течении называется Синюха. Устье Синюхи находится в 6,2 км по левому берегу реки Курея. Длина реки составляет 14 км.
В верхнем течении Котяшка пересекает железнодорожную ветку Луга — Псков. В этом месте на берегу Котяшки стоит деревня Новая Деревня Марьинской волости.

## Данные водного реестра
По данным государственного водного реестра России относится к Балтийскому бассейновому округу, водохозяйственный участок реки — Нарва. Относится к речному бассейну реки Нарва (российская часть бассейна).
Код объекта в государственном водном реестре — 01030000412102000026802.